# آکاسیای دکارنس
آکاسیا دکارنس (نام علمی: Acacia decurrens) نام یک گونه از سرده آکاسیا است.

## نگارخانه

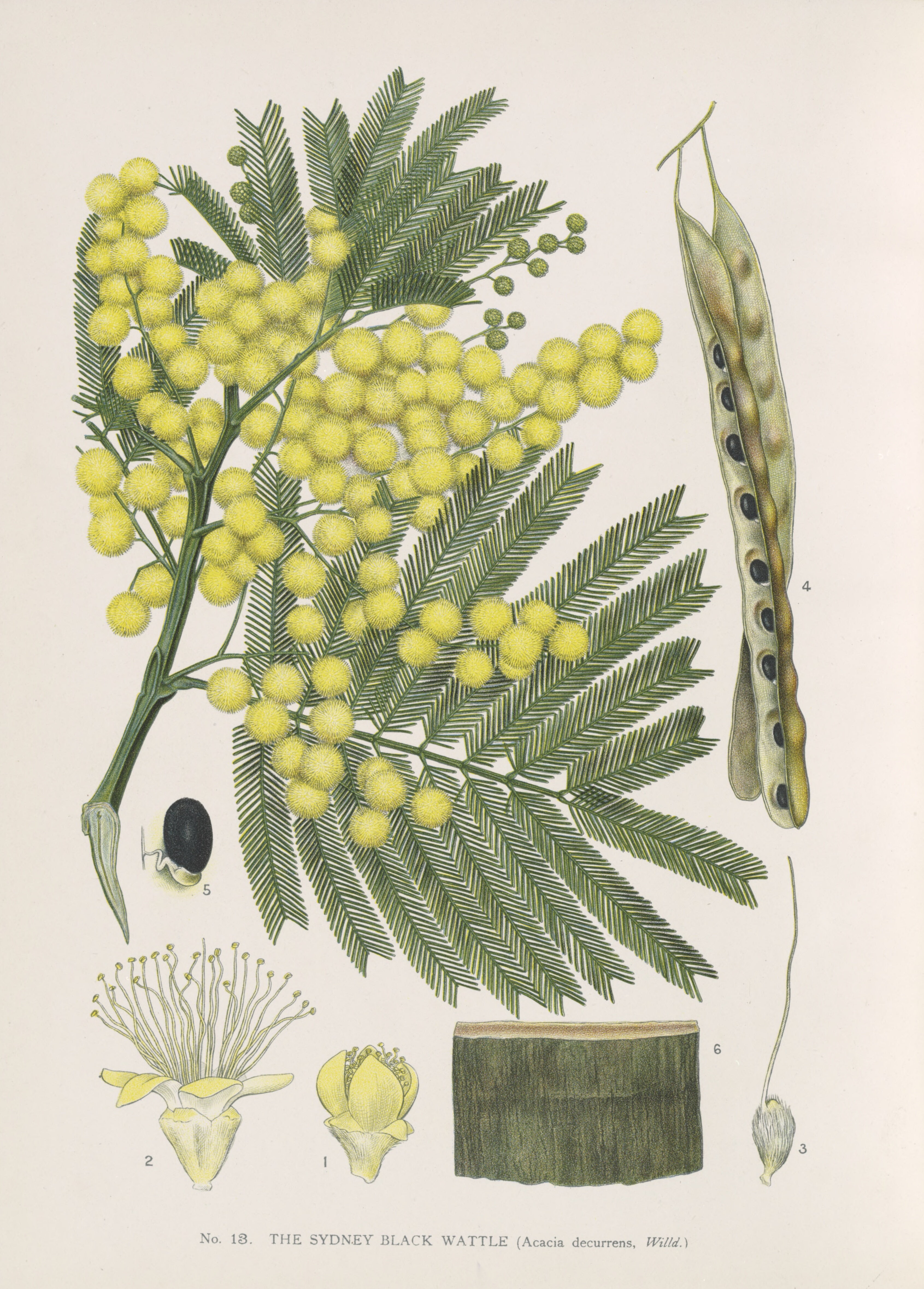